# منصور بارزاني
منصور بارزاني (بالكردية: منسور بارزانى / Mensur Barzanî) (من مواليد يونيو 1973م أربيل)، نجل الرئيس السابق لإقليم كردستان العراق مسعود بارزاني، والشقيق الأصغر لمسرور بارزاني، وهو قائد القوتين الأولى وگولان الخاصتين في قوات البيشمركة، كما يعد منصور بارزاني أحد أبرز قيادي البيشمركة.
يتولى منصور بارزاني قيادة القوتين الخاصتين «الأولى وگولان» اللتان تعدان من أهم القوات ضمن البشمركة في كردستان، والتي لعبت دوراً هاماً لإعادة السيطرة على الموصل مؤخراً من أيدي قوات تنظيم الدولة الإسلامية. وتعد البيشمركة الحليف العسكري الرئيسي للولايات المتحدة الأمريكية، حيث إنها تعد من المخلصين للولايات المتحدة الأمريكية لسنوات طويلة في المنطقة عبر عدة إدارات، بدءاً بالرئيس جورج دبليو بوش، ثم الرئيس باراك أوباما والآن إدارة ترامب الحالية.